# Une si jeune paix
Pour plus de détails, voir Fiche technique et Distribution.

Une si jeune paix est un film algérien réalisé par Jacques Charby et sorti en 1965.
Il s'agit du premier long-métrage de fiction de l'Algérie indépendante. 
Jacques Charby, qui avait été condamné par contumace en 1961 à dix ans de prison pour aide au FLN, y raconte l'histoire de son fils adoptif Mustapha (l'enfant y tient son propre rôle), torturé et mutilé à l'âge de huit ans par les paras français.

## Synopsis
Les enfants de deux orphelinats s'affrontent à l'occasion d'un match de football qui, le résultat n'étant pas accepté par les protagonistes, se poursuit sous la forme d'un jeu représentant la guerre entre l'OAS et le FLN.

## Fiche technique
- Titre : Une si jeune paix
- Réalisation : Jacques Charby
- Scénario : Jacques Charby
- Photographie : André Dumaître
- Montage : Brigitte Dornes et Rabah Dabouz
- Musique : El Hadj Mohamed El Aanka et Pierre Jansen
- Son : R. Bouafia, M. Guennes, A. Harb, V. Karakeuzian
- Production : Centre National du Film Algérien
- Durée : 90 minutes
- Dates de sortie : 
  - France : mai 1965 (présentation au Festival de Cannes)[2] ; 1er juillet 1965 (sortie nationale)[3]

## Distribution
- Mustapha Belaïd
- Fawzi Djeffel
- Ali Larabi
- Mustapha Zerouki

## Distinctions

### Sélection
- 1965 :  Festival de Cannes

### Récompense
- 1965 : Prix du Jeune Cinéma au Festival de Moscou[4]